# Moor bei Wehrda
Moor bei Wehrda este o arie protejată (arie specială de conservare — SAC, sit de importanță comunitară — SCI) din Germania întinsă pe o suprafață de 5,49 ha, integral pe uscat.

## Localizare
Centrul sitului Moor bei Wehrda este situat la coordonatele 50°44′04″N 9°40′20″E / 50.7344°N 9.6722°E.

## Înființare
Situl Moor bei Wehrda a fost declarat sit de importanță comunitară în aprilie 1999 pentru a proteja 12 specii de animale. Situl a fost protejat și ca arie specială de conservare în martie 2008.

## Biodiversitate
Situată în ecoregiunea continentală, aria protejată conține 3 habitate naturale: Lacuri și iazuri distrofice naturale, Mlaștini turboase de tranziție și turbării mișcătoare, Mlaștini împădurite.
La baza desemnării sitului se află mai multe specii protejate:
- păsări (11): ciocârlie-de-câmp (Alauda arvensis), Anas platyrhynchos platyrhynchos, Columba palumbus palumbus, ciocănitoare pestriță mică (Dendrocopos minor), becațină comună (Gallinago gallinago), gaiță (Garrulus glandarius), rândunică (Hirundo rustica), viespar (Pernis apivorus), graur (Sturnus vulgaris), mierlă (Turdus merula), sturz-cântător (Turdus philomelos)
- nevertebrate (1): phengaris nausithous (Maculinea nausithous)

Pe lângă speciile protejate, pe teritoriul sitului au mai fost identificate 42 de specii de plante, 1 specie de păsări, 2 specii de amfibieni, 17 specii de nevertebrate.